# Sétif (provins)
Provinsen Sétif (arabisk: ولاية سطيف) er en af Algeriets 48 provinser. Administrationscenteret og den største by er byen Sétif, mens den næststørste by er byen El Eulma. Provinsen rummer også ruinerne af den romerske by Djémila, der er indskrevet på UNESCOs Verdensarvsliste.
36°11′N 5°24′Ø / 36.18°N 5.4°Ø